# Luigi Lavitrano
Luigi Lavitrano (7 de março de 1874 - 2 de agosto de 1950) foi um cardeal italiano da Igreja Católica que serviu como arcebispo de Palermo de 1928 a 1944 e como prefeito da Sagrada Congregação para os Religiosos de 1945 até sua morte. Lavitrano foi elevado ao cardinalato em 1929.

## Biografia
Nascido em Forio , Lavitrano perdeu toda a sua família em um terremoto de 1883 que devastou a ilha de Ischia. Estudou na Pontifícia Universidade Urbaniana, no Pontifício Ateneu Romano S. Apolinário , na Universidade Real e no Instituto Pontifício Leonino, em Roma . Ele foi ordenado ao sacerdócio em 21 de março 1898, e depois ensinou no Instituto Leonina até 1910, quando ele tornou-se seu reitor . Ele foi elevado ao grau de Privy Chamberlain de Sua Santidade em 8 de março de 1904.
Em 25 de maio de 1914, Lavitrano foi nomeado Bispo de Cava um e Sarno pelo Papa Pio X . Ele recebeu sua consagração episcopal no dia 21 de junho do Basilio Cardinal Pompilj , com os Bispos Giovanni Regine e Giovanni Scotti servindo como co-consagradores . Lavitrano foi posteriormente nomeado Arcebispo de Benevento em 16 de julho de 1924 e, finalmente, arcebispo de Palermo em 29 de setembro de 1928. Além disso, ele serviu como Administrador Apostólico de Castellammare di Stabia de 1924 a 1925.
O Papa Pio XI criou Cardinal-Priest de San Silvestro em Capite no consistório de 16 de Dezembro de 1929. Lavitrano, que uma vez repreendeu católicos italianos por sua negligência religiosa,  foi um dos cardeais eleitores que participaram do conclave papal 1939 que selecionado Papa Pio XII . Após renunciar ao cargo de arcebispo de Palermo em dezembro de 1944, foi nomeado Prefeito da Sagrada Congregação para os Religiosos na Cúria Romana.em 14 de maio de 1945. renúncia do Lavitrano foi inesperado, e considera-se que renunciou porque sua suposta simpatia pelos fascistas - ele votou para o Partido Nacional Fascista em 1929 eleições gerais italianas  - tornou-se impopular. 
Lavitrano morreu em Marino , nas Colinas de Alban , aos 76 anos. Ele está enterrado na basílica de Santa Maria di Loreto em sua terra natal, Forio.

## Link Externo
- Cardinals of the Holy Roman Church
- Catholic-Hierarchy [self-published]